# Микола Василенко (монета)
«Мико́ла Василе́нко» — ювілейна монета номіналом 2 гривні, випущена Національним банком України. Присвячена 140-річчю від дня народження Миколи Прокоповича Василенка (1866 —— 1935) — правознавця, історика, державного та громадського діяча. Микола Василенко — родоначальник української історико-правової науки, багато зробив для відродження і розвитку національної освіти, науки та культури, активно виступав за державну незалежність України, був академіком (1920) і одним із фундаторів Української академії наук.
Монету введено в обіг 11 липня 2006 року. Вона належить до серії «Видатні особистості України».

## Опис та характеристики монети
| Номінал грн. | Метал      | Маса, грам | Діаметр, мм. | Якість виготовлення       | Гурт     | Тираж, штук |
| ------------ | ---------- | ---------- | ------------ | ------------------------- | -------- | ----------- |
| 2            | нейзильбер | 12,8       | 31           | спеціальний анциркулейтед | рифлений | 30 000      |

### Аверс
На аверсі монети в центрі зображено малий Державний Герб України, під ним рік карбування монети — «2006», по колу розміщено написи: «НАЦІОНАЛЬНИЙ БАНК УКРАЇНИ» (угорі), «ДВІ ГРИВНІ» (унизу) та логотип Монетного двору Національного банку України.

### Реверс
На реверсі монети зображено портрет М. П. Василенка на тлі стилізованого орнаменту 20-х років, ліворуч від якого у два рядки — роки життя «1866—1935», і півколом розміщено напис «МИКОЛА ВАСИЛЕНКО».

## Автори

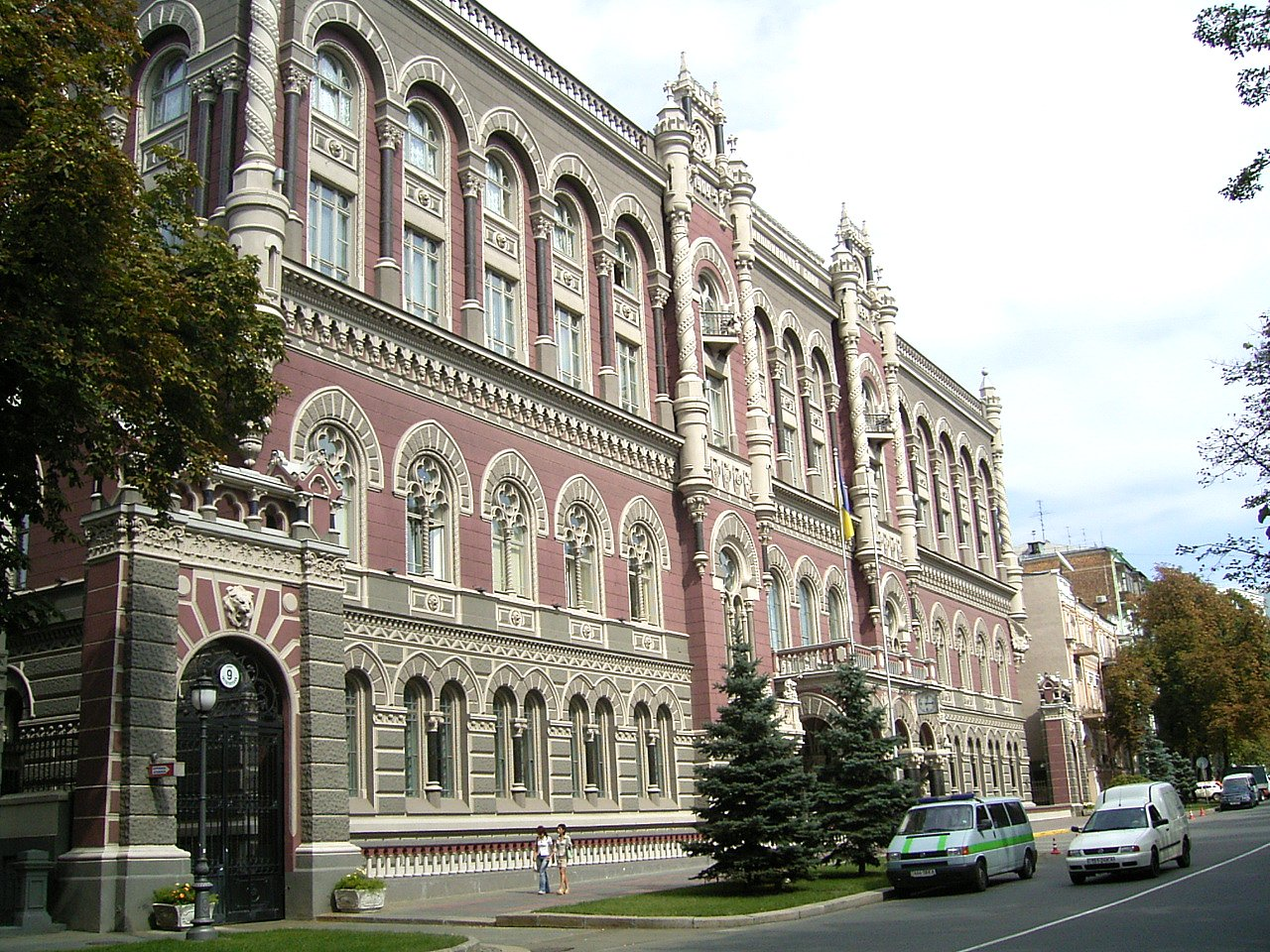
Будівля Національного банку України

- Художники: Дем'яненко Володимир (аверс), Іваненко Святослав (реверс).
- Скульптор — Іваненко Святослав.

## Вартість монети
Ціна монети — 15 гривень, була зазначена на сайті Національного банку України 2011 року.
Фактична приблизна вартість монети з роками змінювалася так:
| Рік        | 2010 | 2011 | 2012 | 2013 | 2014 | 2015 | 2016 | 2017 | 2018 | 2019 | 2020 | 2021 | 2022 | 2023 | 2024 | 2025 |
| ---------- | ---- | ---- | ---- | ---- | ---- | ---- | ---- | ---- | ---- | ---- | ---- | ---- | ---- | ---- | ---- | ---- |
| Ціна, грн. | 20   | 25   | 25   | 30   | 30   | 40   | 80   | 110  | 115  | 110  | 110  | 120  | 130  | 190  | 380  | 360  |